# Unravel
Unravel (с англ. — «распутывать») — компьютерная игра в жанре пазл-платформер, разработанная шведской студией Coldwood Interactive. Официальный анонс состоялся 15 июня 2015 года на конференции Electronic Arts в рамках выставки E3 2015. Релиз игры состоялся 9 февраля 2016 года. 21 января 2016 года Electronic Arts была официально зарегистрирована торговая марка Unravel.
В Unravel игрок управляет Ярни — антропоморфным существом из пряжи, напоминающим котёнка, которое ищет воспоминания о забытой семье. Ярни может использовать собственную пряжу для выполнения игровых задач, однако возможность использовать пряжу не бесконечна. По мере прохождения она распутывается, поэтому расчёт расхода верёвки клубка тоже является игровой задачей. Ярни также может взаимодействовать с окружающими предметами, что является одной из ключевых его возможностей. На уровнях попадаются воспоминания, которые нужно собирать. Они изображают разные эмоции — радость, огорчение, печаль, стыд и т. д. Сбор воспоминаний необходим для прохождения уровня.
Игра была по-разному оценена критиками. В частности, оценка была занижена за местами однообразный геймплей, однако практически все издательства отмечали мощный психологический эффект, навеваемый игровым миром и хороший философский подход к геймплею. Положительный отклик практически у всех рецензентов вызвал и главный герой игры Ярни, которого многие обозреватели называли «милым», «очаровательным» и т. д. Отмечалась также необычность его образа и игровой модели.
В связи со своевременным успехом игры, в 2016 году студией Coldwood Interactive было объявлено о разработке её продолжения. Новая игра под названием Unravel Two была выпущена 9 июня 2018 года.

## Игровой процесс
Играть с физикой всегда интересно. Это не просто решение головоломок. Это большая часть того, как вы двигаетесь. Иногда это просто обходы, навигация. Поскольку вы всегда оставляете этот след [пряжу] за собой, вы всегда можете ухватиться и подняться по нему и покачаться на нём. Вы действительно можете делать эти крутые вещи, когда комбинируете возможности.
 — Мартин Салин о геймплее Unravel.

Скриншот, демонстрирующий игровой процесс Unravel. Ярни может пользоваться своими нитями пряжи для перемещения и взаимодействия с окружающими предметами.

Игра по стилю геймплея представляет собой 3D-сайд-скроллер. В Unravel игрок, управляя Ярни, может цепляться его нитью за предметы для решения задач. По мере уровня Ярни распутывается, пользуясь способностью цепляться за предметы. Игроку нужно решать такие задачи, как расчёт расхода верёвки клубка, так как если верёвка клубка полностью распутается, уровень будет проигран. Однако у игрока есть возможность идти по следу распутанной пряжи, чтобы снова объединить её с телом Ярни. Также новые мотки пряжи даются на контрольных точках по мере прохождения уровня.
Помимо того, что Ярни может цепляться за предметы, он может взаимодействовать особым образом с предметами с особыми возможностями. Например, он может откинуть крышку ящика или встряхнуть снег с ели, чтобы образовать ступеньку и по ней подняться вверх. Помимо этого, по мере уровня игрок должен собирать воспоминания Ярни о забытой семье. Воспоминания бывают разными. Одни изображают любовь, другие печаль, стыд, горе, радость и другие эмоции. Из своей пряжи Ярни может создавать «мостики», например, он может зацепиться пряжей за высокую ветку дерева и натянуть её. По этой натянутой верёвке он может подняться куда угодно, однако такое делать слишком часто на уровне нельзя, так как пряжа может полностью распутаться. Помешать Ярни во время прохождения игры могут некоторые существа из окружающей среды, например москиты на болоте или бурундуки в пещере. Одной из особенностей геймплея Unravel является полное отсутствие так называемых «невидимых стен» и возможность взаимодействовать с абсолютно всеми, даже не играющими никакой роли в прохождении игры предметами. Издательство «Игромания» сравнило игру с Limbo за похожее эстетическое оформление игр. В Unravel упор делается на атмосферу, созданную с помощью графики. По словам издательства, в Limbo есть что-то похожее, однако упор делается на тёмные (преимущественно чёрные) оттенки в графическом оформлении игры и эмбиентное музыкальное сопровождение. В среднем на прохождение Unravel требуется 5—6 часов, если сконцентрироваться только на сюжете, 6—8 часов при выполнении определённой части второстепенных заданий и до 12 часов при условии выполнения всех второстепенных заданий.

## История

### История разработки и философский смысл
Unravel несёт в себе философский смысл. По словам главного дизайнера игры Мартина Салина, Unravel — это игра о преодолевании трудностей, которая повествует о связях, которые были разрушены. Также через игру создатели пытаются показать любовь к родине. Цитата из дневника разработчиков от 21 декабря 2015 года: «История в Unravel рассказывается без слов, но окружающие пейзажи говорят сами за себя». Согласно этому же видеоролику, в Unravel есть две сюжетных линии — прошлое и настоящее. Прошлое передаётся через предметы, встречающиеся в процессе игры, настоящее игрок создаёт сам для себя. Игровой мир наполнен воспоминаниями о забытой семье, отражениями прошлых событий. Авторы хотят запечатлеть запоминающиеся моменты. Также, по их мнению это даёт создавать такие моменты самим — в жизни Ярни. Каждый уровень должен запоминаться по-своему. Весь фон игры был взят из пейзажей северной Швеции, в частности города Умео в лене Вестерботтен. Отправившись в туристический поход со своей семьёй, Мартин Салин ставил игрушку Ярни в разные позы на фоне разных пейзажей и делал наброски с натуры или фотографировал. Об этом он также рассказывал на E3. Природа играет важнейшую роль в Unravel. Авторам хотелось показать ландшафты северной Швеции в игре не только потому что это их родина, а также потому что такие пейзажи появляются в компьютерных играх редко. Цитата из дневника разработчиков от 21 декабря 2015 года: «Природа в видеоиграх обычно изображается фантастически, но в Unravel всё самое настоящее — то, что можно увидеть, выйдя за порог своего дома». Игра, по словам разработчиков должна передать красоту и чудесность «обыденной» природы. Цитата из дневника разработчиков от 21 декабря 2015 года: «Суть не в точной передаче от пикселя к пикселю, а в воссоздании той неповторимой атмосферы, правильного настроения». Авторы через игру пытаются довести до игрока мысли о том, что самые важные эмоции — это эмоции, вызывающие восторг у человека с рождения и в течение всей жизни. По мнению разработчиков, каждый уголок игрового мира по-своему особенный. Каждое место хранит воспоминания о прошлом Ярни. Одна из идей игры заключается в том, чтобы создавать ему новые воспоминания и помогать вспомнить старые. Авторы хотят подтолкнуть игрока к тому, чтобы он хотел узнать об их родине Швеции и её природе побольше. Испытания и удачи, радости и недоразумения по мере прохождения игры должны, по их мнению, создать для игрока «домашнюю» психологическую атмосферу.

### Анонс игры на E3
Игра была впервые презентована пресс-конференции Electronic Arts в рамках Electronic Entertainment Expo 2015 15 июня 2015 года. Игру презентовал главный дизайнер Мартин Салин. Он рассказал об истории разработки Unravel и объяснил, почему сделал Ярни таким и что он символизирует. По словам Мартина, идея сделать фоном именно пейзажи северной Швеции пришла ему в голову во время прогулки по лесу. Он ставил Ярни в разные позиции и фотографировал, что было направлено на поиск ситуаций, в которых можно было бы его применить. Мартину хотелось, чтобы игра чувствовалась так же, как будто это исследование или квест, где от игрока требуется находчивость и сообразительность, чтобы отыскать верный путь к прохождению.
Игра сама по себе, а в особенности её эстетика, была хорошо встречена после анонса. Игровой веб-сайт VG247 назвал Unravel «самой визуально убедительной игрой [на выставке], показанной Electronic Arts». В первых реакциях на анонс игры также были проведены параллели между Unravel и Limbo, а также серией игр LittleBigPlanet. 14 декабря 2015 года было официально анонсировано, что игра будет выпущена 9 февраля 2016 года.

### История Ярни
Ярни (англ. Yarny, от yarn — пряжа, также игра слов, то есть «to yarn» как глагол означает ещё и «рассказывать байки») — антропоморфное существо из пряжи. Он выглядит как маленький цилиндрический клубок красной пряжи, очень напоминающий человека. У него из головы торчат острые, похожие на уши «скрутни». У него нет рта. По словам Мартина Салина, красная нить, из которой сделан Ярни, является символом любви, притяжения, связи, связывающим всё в игре, а также тех, кто принимает в ней участие. Также его пряжа символизирует крепкие узы между людьми, показанные в воспоминаниях. Сам Ярни же является положительным героем, «спасителем», своеобразная миссия которого состоит в восстановлении связей, которые были разрушены. Философская задумка Ярни несёт в себе любовь и доброту, которую авторы хотят передать игроку через невинность Ярни, хотят чтобы игрок проникся к нему чувством. Образование между игроком и Ярни воображаемых «верёвочек», связей является главной философской задумкой Ярни и одной из главных философских задумок игры в целом.

## Отзывы критиков
| Сводный рейтинг       | Сводный рейтинг                           |
| Агрегатор             | Оценка                                    |
| --------------------- | ----------------------------------------- |
| GameRankings          | (PC) 71,67 % (PS4) 79,68 % (XONE) 76,16 % |
| Metacritic            | (PC) 81/100 (PS4) 78/100 (XONE) 75/100    |
| Иноязычные издания    |                                           |
| Издание               | Оценка                                    |
| Destructoid           | 10/10                                     |
| EGM                   | 8,5/10                                    |
| Game Informer         | 7,75/10                                   |
| GameSpot              | 7/10                                      |
| GamesRadar+           | [ 41 ]                                    |
| IGN                   | 8,3/10                                    |
| Polygon               | 6/10                                      |
| DarkStation           | [ 42 ]                                    |
| NZGamer               | 9,5/10                                    |
| Русскоязычные издания |                                           |
| Издание               | Оценка                                    |
| 3DNews                | [ 44 ]                                    |
| «IGN Россия»          | [ 11 ]                                    |
| Riot Pixels           | 50 %                                      |
| StopGame.ru           | «Похвально»                               |
| «Игромания»           | 7,0/10                                    |
| «Игры Mail.ru»        | 8,0/10                                    |
| «НИМ»                 | [ 48 ]                                    |
| Gmbox                 | 8/10                                      |

Критики во многом разошлись во мнениях об Unravel, однако в среднем игра получила отметки не ниже 6 баллов, что говорит о достаточно хорошем восприятии среди критиков. Многие критики сошлись во мнении об однообразности игрового процесса, а также нашли главного героя Ярни «милым», «очаровательным» и т. д.
Destructoid оценил игру в 10 баллов из 10, описывая её как трогательную, интересную и занимательную игру с интересной задумкой. Обозреватель Спенсер Кэмпбелл из EGM поставил игре 8,5 баллов из 10, похвалив задумку и символизм игры, а также назвав главного героя Ярни «очаровательным», но отметил, что игра сильно напоминает ему другие похожие игры, такие как Limbo, Braid и Fez, и что в этом плане игра не является чем-то новым. Game Informer оценил игру в 7,75 из 10, высоко оценив задумку игры, стиль в котором она разработана и отметив, что она «душевна», однако, раскритиковав однообразность игрового процесса, которая пересиливает мимолётное чувство исследования.
GameSpot оценил игру в 7 из 10, заметив «очарование» игры в её головоломках и их решениях, которые могут быть связаны с обычными, повседневными предметами, такими как банка газировки, упавшее дерево или поплавок, а также назвал аудиосопровождение игры «восхитительным», при этом, однако, отметив, что «иногда Unravel не играет по своим собственным правилам», к примеру, длина нити пряжи может в нужный для игры момент стать короче, чем обычно, что портит впечатления об игре. Обозреватель из международного отдела IGN Дэниел Крупа поставил игре 8,3 из 10, назвав Ярни «героем, в которого сразу же влюбляешься» и «очаровательным», отметив «фантастическую» атмосферы каждого уровня, а также, что игра вовлекла его в «эмоциональные путешествие», но раскритиковал практически невозможность пройти некоторые уровни игры с первого раза, вне зависимости от того, насколько хорошая у игрока реакция, отметив, что это мешает получать удовольствие от игрового процесса и, на контрасте с хорошими впечатлениями, портит представление об игре.
Обозревательница Лилия Дунаевская из российского филиала IGN оценила игру в 7,5 из 10, назвав игру «очаровательной» и отметив то, что главный герой вызывает симпатию и кажется ей милым, похвалив исполнение и выбор пейзажей Швеции в качестве игровых локаций, в том числе тщательный подход к проработке даже мелких деталей, однако, выступив с критикой однообразности игрового процесса, а также отсутствия в игре ярко выраженного сюжета; также, Дунаевская, как и многие другие обозреватели, сравнила игру с Limbo, но отметила, что при определённой схожести двух игр, Unravel является более «дружелюбной». Веб-сайт Polygon поставил игре 6 из 10, одну из самых низких её оценок, из её достоинств отметив только то, что протагонист Ярни является «адски милым» (англ. cute-as-hell), при этом раскритиковав игру за недосказанность сюжета, монотонность игрового процесса, похожесть уровней, однообразность игровых решений, заявив о том, что игра производит впечатление незаконченной.
Российское издательство «Игромания», присвоив ей 7 из 10 баллов, раскритиковало игру за местами однообразный геймплей, в этом вопросе сойдясь со своими коллегами из российского отдела IGN, при этом отмечая мощный психологический эффект, оказываемый игрой. Также издательство отмечало некий домашний уют во время прохождения игры. «Игромания» сравнивала дизайн и концепцию Unravel с Limbo за «акцент на эстетику» и в той, и в этой игре. Обозреватель издательства также положительно отозвался об интересной физической модели Ярни и отметил некое ощущение того, что игрок является крошечным человечком в огромном мире.
В номинации «Приключение года» сайта Игромания игра заняла третье место. Авторы издания написали, что «идеальной Unravel назвать нельзя, но у игры есть один существенный козырь: она снова делает нас маленькими. Игра заново учит радоваться простым вещам: куче осенних листьев, трехколесному велосипеду, упавшему с дерева яблоку и возвращению домой. И временами такое приключение просто необходимо».

## Наследие
24 июня 2016 года при поддержке Electronic Arts состоялся официальный релиз саундтрека к Unravel, созданного композиторами Фридой Йоханссон и Хенриком Ойа. При его создании авторы вдохновлялись народной музыкой народов Скандинавии и традиционными инструментами.
В мае 2016 года исполнительный вице-президент Electronic Arts Патрик Сёдерлунд объявил о продлении контракта с Coldwood Interactive, а также о том, что Electronic Arts будет вовлечено в выпуск их следующего проекта. Затем, в издательстве подтвердили, что команда разработчиков работает над продолжением Unravel. 9 июня 2018 года сиквел к Unravel под названием Unravel Two был представлен публике на E3 2018. Игра вышла в свет в тот же день.